# Jean-Claude Boulard
Pour les articles homonymes, voir Boulard.
Jean-Claude Boulard, né le 28 mars 1943 à Nantes (Loire-Inférieure) et mort le 31 mai 2018 au Mans (Sarthe),, est un écrivain, haut fonctionnaire et homme politique français.
Il est membre du PS, maire du Mans de 2001 à 2018, président de la communauté urbaine Le Mans Métropole de 1983 à 2018 et sénateur de 2014 à 2017.
Administrateur de France Urbaine, et président de la commission des Finances et Fiscalité de France Urbaine, il est membre du comité des finances locales (CFL) et membre du conseil national d'évaluation des normes (CNEN). Il est l'auteur, avec Alain Lambert, du rapport de la Mission de lutte contre l'inflation normative, établi le 26 mars 2013,.

## Biographie

### Formation
Après des études primaires à Saint-Marceau, il accomplit toute sa scolarité secondaire au lycée Henri-IV à Paris. Il a alors pour professeur Jean-Louis Bory, prix Goncourt en 1945 et pour condisciples André Vingt-Trois, futur archevêque de Paris, Jean-Michel Belorgey, futur député de l'Allier et conseiller d'État.
Il étudie ensuite à l'Institut d'études politiques de Paris (Sciences Po Paris), où il obtient une licence en sociologie, puis intègre l'École nationale d'administration (ENA) en 1966. Il fait partie de la promotion Turgot, où l'on trouve entre autres Claude Érignac, Bernard Attali, Jean Drucker et Alain Lamassoure.

### Haute administration et cabinets ministériels
À sa sortie de l'ENA, en mai 1968, il devient auditeur au Conseil d'État. Nommé adjoint au secrétaire général de la Marine marchande huit ans plus tard, il réintègre la haute juridiction administrative en 1978.
En 1981, à la suite de la victoire de François Mitterrand lors de l'élection présidentielle, il est choisi par Louis Le Pensec, ministre de la Mer, comme directeur de cabinet. Il quitte ses fonctions quand Le Pensec sort du gouvernement en 1983, puis le redevient en 1988.

### Élu de la Sarthe
Il est élu conseiller municipal de Saint-Marceau lors des municipales de 1971.
Déjà conseiller général du canton de Ballon depuis les cantonales de 1976, il décide de se présenter aux municipales de 1983 au Mans, à la tête d'une liste d'union PS-MRG,.
Avec 22,8 % des voix, il se classe troisième du premier tour et fusionne avec la liste du maire communiste sortant, Robert Jarry. Grâce à cette alliance, il devient président de la communauté urbaine du Mans, et adjoint au maire.
À l'occasion des élections législatives anticipées de juin 1988, il est candidat dans la nouvelle 5e circonscription de la Sarthe, qu'il remporte. Aux municipales de mars 1989, il participe à la liste de rassemblement de la gauche menée par Robert Jarry, qui s'impose dès le premier tour,.
Lors de son premier mandat parlementaire, il travaille sur la loi créant le revenu minimum d'insertion (RMI).
Battu aux élections législatives de mars 1993 par Pierre Gascher, il est réélu, en mars 1995, conseiller municipal du Mans sur la liste de Jarry, qui s'impose au second tour,. À peine deux ans plus tard, aux élections législatives anticipées de mai 1997, il retrouve sa circonscription. Au cours de ce second mandat, il est rapporteur de la loi qui donne naissance à la couverture maladie universelle (CMU) et à celle qui crée les emplois-jeunes.
En 2014, il est candidat tête de liste victorieux pour le PS lors des élections sénatoriales en Sarthe. Il est membre de la commission des Finances du Sénat, présidée par Michèle André. Le 1er octobre 2017, il fait partie des treize derniers sénateurs (sur un total de 41) à démissionner pour privilégier leur mandats locaux, en application de la loi sur le cumul des mandats,. Nadine Grelet-Certenais, qui le suivait sur la liste en 2014, le remplace.

### Maire du Mans
Lors des élections municipales du 11 mars 2001, il prend la succession de Robert Jarry, maire depuis 1977, comme tête de liste d'une vaste alliance rassemblant le PS, le PCF, le MGP (dissidence du PCF fondée par Jarry), le PRG, le MDC et Les Verts.
À cette occasion, il renonce à se présenter aux cantonales de 2001 dans le canton de Ballon,.

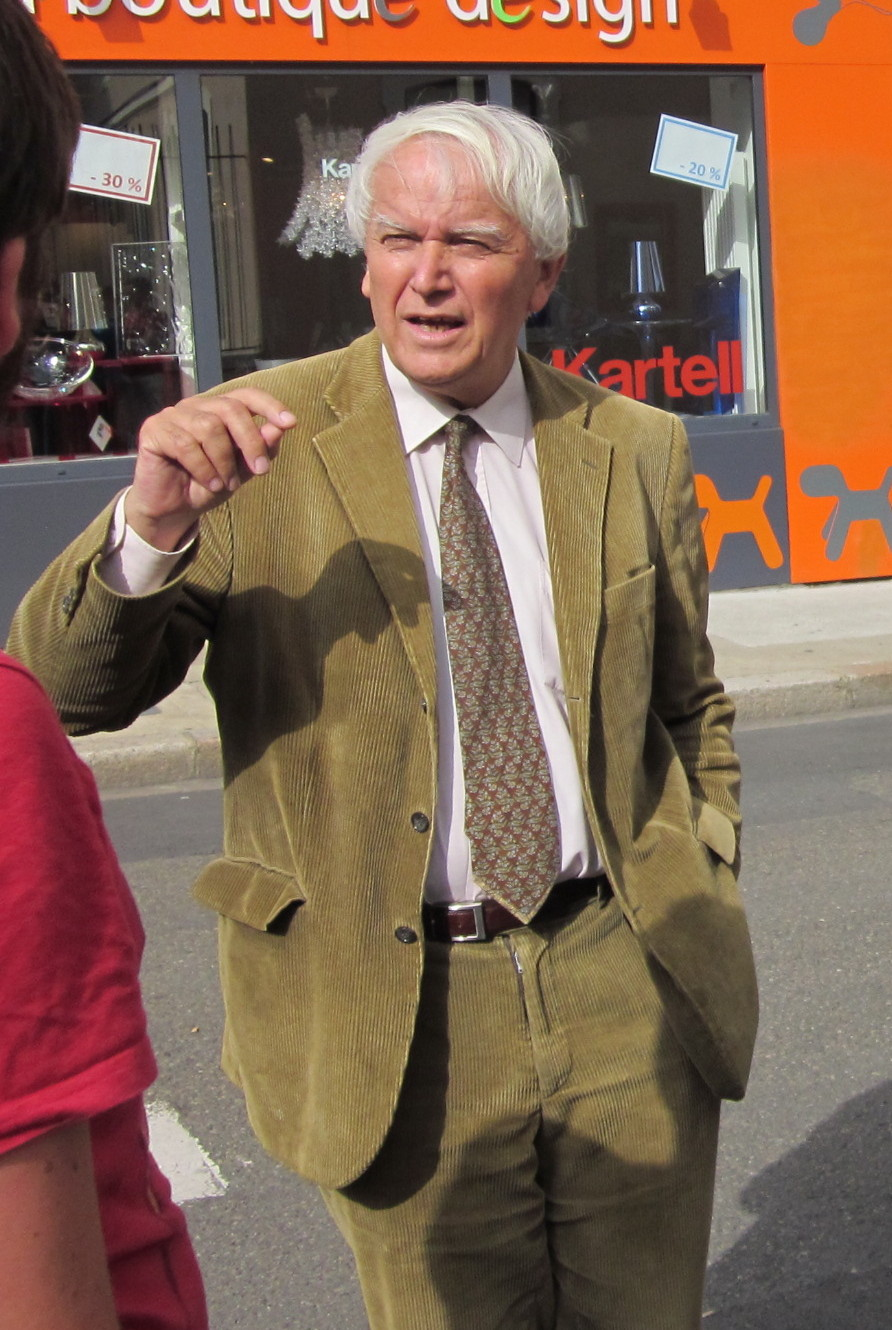
Jean-Claude Boulard en 2011.

Il se place en tête du premier tour, avec 47,6 % des voix, devant la liste RPR-UDF-DL du député RPR Jean-Marie Geveaux,. Au second tour, Jean-Claude Boulard s'impose avec 51,65 % des suffrages,, ce qui lui donne 42 élus sur 55. Dans le même temps, il conserve la présidence de la communauté urbaine.
Il ne se représente pas aux élections législatives de juin 2002, qui voient le candidat de l'Union pour la majorité présidentielle (UMP), Dominique Le Mèner, battre le maire socialiste de Coulaines, Christophe Rouillon, au second tour.
Ses principales réalisations au cours de ce premier mandat sont l'ouverture de la première ligne du tramway du Mans, qui conduit à un important réaménagement du centre-ville et la construction d'un nouveau stade pour le club de football sous forme d'un partenariat public privé qui s'avérera extrêmement coûteux pour les contribuables manceaux après la faillite du club en 2013. Candidat à sa propre succession aux élections municipales du 9 mars 2008, il est élu dès le premier tour avec 58,9 % des suffrages et 46 sièges sur 55.
Ayant lancé, en décembre 2011, le chantier de la seconde ligne de tramway, il est chargé, en décembre 2012 avec Alain Lambert, d'une mission auprès du comité interministériel pour la modernisation de l'action publique pour établir une liste de normes à abroger pour les collectivités territoriales.
Le 30 mars 2014, il est réélu avec 45,74 % des voix lors des élections municipales au Mans devant Christelle Morançais (42,7 %) candidate UMP, et Louis Noguès (FN, 11,54 %).
En janvier 2017, il annonce apporter officiellement son soutien à Emmanuel Macron pour la présidentielle 2017. Il est d'ailleurs membre du groupe de sénateurs affilié à La République en Marche. Malgré ces ralliements il refuse de quitter le Parti socialiste.
Il meurt dans la nuit du 31 mai au 1er juin 2018 au Mans, des suites d'une « longue maladie ».

### Vie privée
Fils de professeur, il est le petit-fils du peintre et musicien Théodore Louis Boulard dont il a écrit la biographie.
Époux de Dominique Boulard (née Robillard, maire de Saint-Marceau), père de 3 enfants, Jean-Claude Boulard est également l'auteur de romans.

## Distinctions
- Chevalier de l'ordre national du Mérite
- Chevalier de l'ordre du Mérite maritime

## Ouvrages
- 1991 : L'épopée de la sardine : un siècle d'histoires de pêches (Editions Ouest France - Ifremer)
- 2002 : Le maître des mots ou les fondements du pouvoir ( Éditions Libra Diffusio)
- 2010 : Voyage au pays des juges, éditions Intervalles
- 2013 : Aliénor une femme de pouvoir, Libra Diffusio
- 2015 : Voyage à l'envers, Libra Diffusio